# 地上発射巡航ミサイル (アメリカ軍)

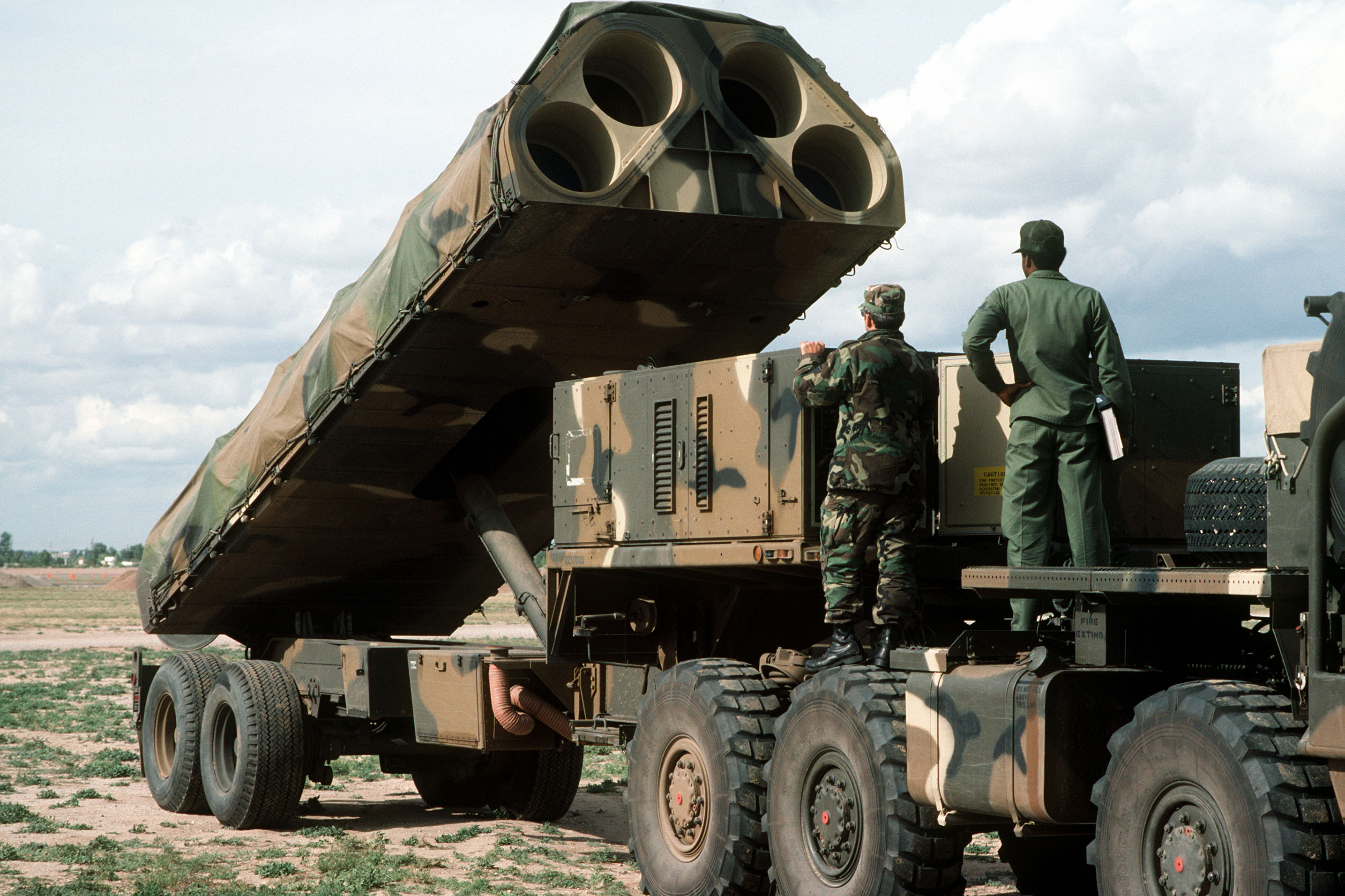
BGM-109G 地上発射巡航ミサイル発射機

地上発射巡航ミサイル（ちじょうはっしゃじゅんこうミサイル Ground Launched Cruising Missile, GLCM）は、かつてアメリカ軍が配備していた地上攻撃用巡航ミサイル。愛称はグリフォン(Gryphon)。
トマホークの地上発射型であり、アメリカ空軍が移動式地上発射機とともに運用していた長距離核ミサイルである。冷戦後期にヨーロッパ方面に配備されたが、中距離核戦力全廃条約(INF全廃条約)締結に伴い、全て廃棄された。

## 概要
冷戦後期に、北大西洋条約機構においては、ソビエト連邦軍のSS-20中距離弾道ミサイルに対抗するため、核戦力の強化を進めており、その一環として開発と配備が進められた。
GLCMは、アメリカ海軍が開発したトマホークを改良したものであり、BGM-109Gの型式番号が与えられている。移動式の地上射設備が用いられており、4連装の発射筒を備えたトレーラーより打ち出される。ミサイルは全て核弾頭搭載であり、W84が搭載された。トマホークの派生型であるため、ロケットブースターで発射され、ターボファンエンジンを用いて、TERCOM誘導により低高度を巡航する。亜音速ミサイルであり、射程は約2,500㎞。これは、同時期に西ドイツに配備されていたパーシングII弾道ミサイルの約1,770kmよりも長い。
空軍における地上発射システムの開発は1977年より開始されている。1983年より、ヨーロッパにおける戦域核戦力(Theater Nuclear Forces)の近代化及びNATO二重決定の方針に基づき、西ヨーロッパに配備が開始された。しかし、ヨーロッパにおける、核戦力増強は広範な平和運動の対象ともなった。
ミサイルは322基、発射機は95基が配備された。1988年に中距離核戦力全廃条約が締結されると、GLCMは廃止対象となり、1991年までに博物館展示用に使用不能にされた8基を除き、全て廃棄された。

## 配備部隊
- 第38戦術ミサイル航空団(38th Tactical Missile Wing) - 西ドイツ所在
- 第303戦術ミサイル航空団(303rd Tactical Missile Wing) - イギリス
- 第485戦術ミサイル航空団(485th Tactical Missile Wing) - ベルギー
- 第486戦術ミサイル航空団(486th Tactical Missile Wing) - オランダ（48基配備予定も実弾配備されず）
- 第487戦術ミサイル航空団(487th Tactical Missile Wing) - イタリア
- 第501戦術ミサイル航空団(501st Tactical Missile Wing) - イギリス
- 第868戦術ミサイル訓練隊(868th Tactical Missile Training Squadron) - アメリカ合衆国アリゾナ州